# 1865
1865 (MDCCCLXV) var ett normalår som började en söndag i den gregorianska kalendern och ett normalår som började en fredag i den julianska kalendern.

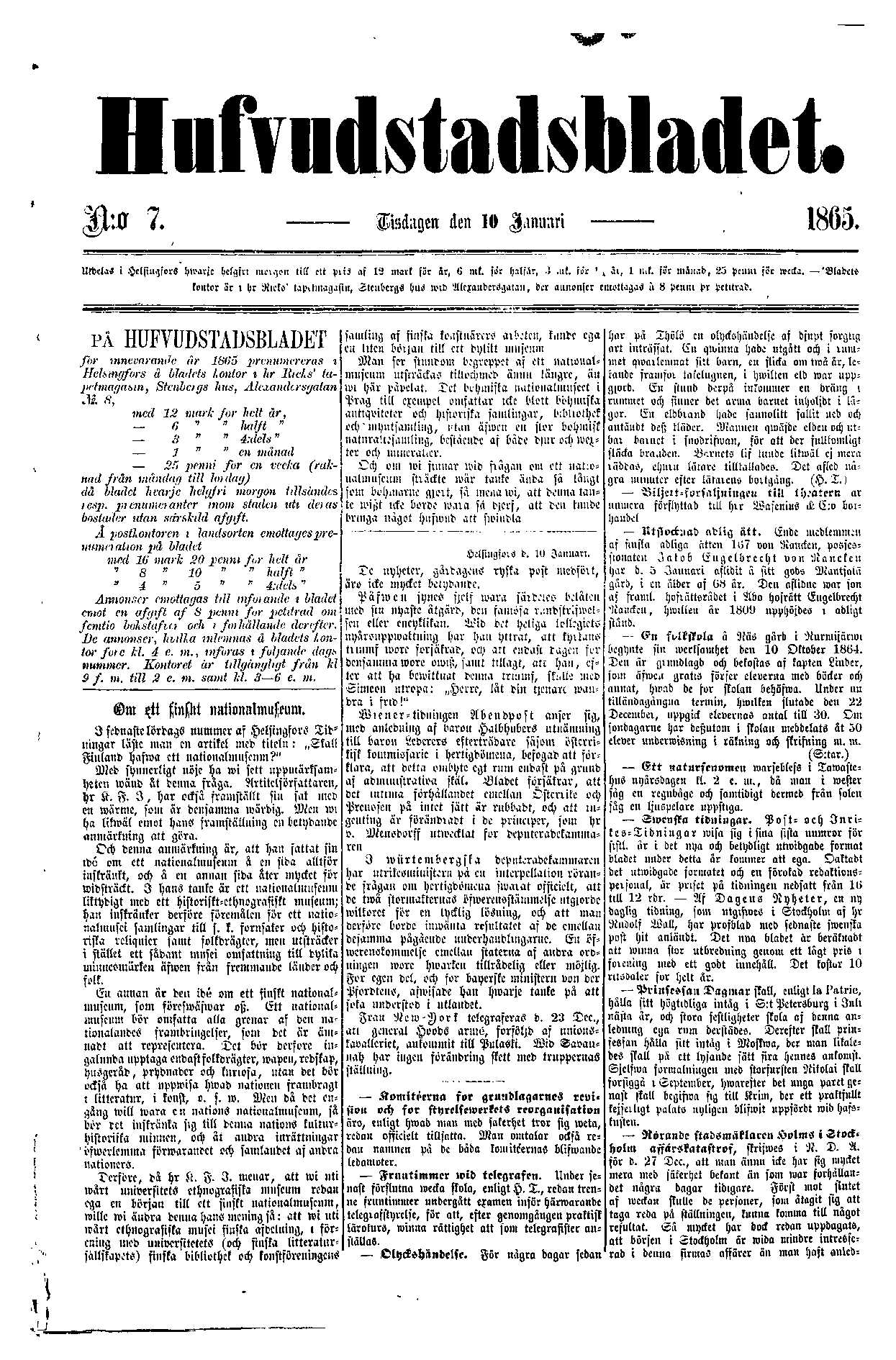
Hufvudstadsbladet 10 januari 1865

## Händelser

### Januari
- 7 januari – Alingsås Tidning utkommer med sitt första nummer under namnet Alingsås Weckoblad.
- 17 januari – Svenska tidningen Jönköpings-Posten utkommer med sitt första nummer.[1]

### Februari
- 25 februari – Sveriges finansminister Johan August Gripenstedt inför en ni-reform på sitt departement. Från och med nu skall alla tilltalas "ni", och flera titlar avskaffas.
- Februari
  - Sverige ansluter sig helt och hållet till frihandelssystemet genom en handelstraktat med Frankrike.

### Mars
- 9–10 mars – Amerikanska soldater skyddar amerikanska residenters liv och egendom i norra Colombia under en revolution.[2]

### April
- 6 april – Kemikoncernen BASF grundas i Mannheim.
- 9 april – Amerikanska inbördeskriget slutar i och med Sydstaternas kapitulation efter slaget vid Appomattox Court House.
- 14 april – Den amerikanske presidenten Abraham Lincoln mördas.[3] Lincoln efterträds av sin vicepresident, krigsdemokraten Andrew Johnson.
- 26 april - Federala soldater lyckas inringa Lincolns baneman, skådespelaren John Wilkes Booth och en av hans medsammansvurna, i en ladugård. Byggnaden sätts i brand, vilket leder till att Booth försöker fly, men  skjuts till döds under sitt flyktförsök.

### Juli
- 2 juli – Karlstad, Sverige drabbas av brand, som bränner ner nästan hela staden. Staden börjar genast återuppbyggas, varvid Rådhuset, läroverket och frimurarehuset uppförs.[4]
- 5 juli – William Booth grundar "Östra Londons kristna mission", föregångaren till Frälsningsarmén.
- 11 juli – Spanien erkänner Dominikanska republiken.[5]
- 21–23 juli – Ett mindre uppror äger rum i Edeforsen i Norrbotten. Orsaken är, att det bolag, som skall anlägga järnvägen mellan Luleå och Gällivare har gått i konkurs. Arbetarna protesterar mot en längre tids uteblivna löner, men upproret slås ner av militär.[6]
- 31 juli – Landskrona får järnvägsförbindelser.[7]

### Oktober
- 29 oktober – En blåval hittas strandad i Askimsviken vid Göteborg. Den blir känd som Malmska valen och blir ett permanent utställningsföremål på Naturhistoriska museet i staden.
- Oktober – Det sista svenska ståndsriksdagen med de fyra stånden Adel, Präster, Borgare och Bönder, sammanträder.

### December
- 4 december – Louis De Geers sedan riksdagen 1862–1863 vilande representationsförslag om tvåkammarriksdag bifalls av de två lägre stånden (borgare och bönder).
- 7 december – Representationsförslaget antas av adeln.
- 8 december – Prästerskapet följer adelns exempel och antar representationsförslaget. Därmed är de fyra stånden avskaffade i Sverige och landet har fått en tvåkammarriksdag. Representationsreformen i Sverige är ett faktum.
- 18 december – USA:s kongress ratificerar det 13:e tillägget till konstitutionen, som förbjuder slaveriet.

### Okänt datum
- Vattenförsörjningen i Sverige blir kommunalt ansvar[förtydliga] och avloppsledningar börjar nedläggas i Stockholm.
- Lunds botaniska trädgård anläggs i Sverige.
- Den första svenska utbildningen av tandläkare, som mest består av några års lärlingskap, införs.
- Axel Broström inköper sitt första fartyg, galeasen Mathilda, för några tusenlappar, vilket lägger grunden till den världsledande Broströmkoncernen.
- Gregor Mendel framlägger sina teorier om ärftlighet.
- Greklands nationalsång blir Hymnos pros tin Elephtherian.
- Det finländska företaget Nokia grundas.
- Jenny Rossanders Lärokurs för fruntimmer startar i Stockholm.
- Tysklands lokala kvinnoföreningar förenas i den nationella Allgemeiner Deutscher Frauenverein, som organiserar den första kvinnorörelsen i Tyskland.

## Födda

### Första kvartalet

#### Januari
- 7 januari – George Grantham Bain, amerikansk nyhetsfotograf.
- 26 januari – Axel Wallengren, svensk journalist, poet och författare.
- 28 januari – Kaarlo Juho Ståhlberg, finländsk politiker, Finlands förste president.

#### Februari
- 16 februari – Anna von Zweigbergk, svensk journalist.
- 17 februari – Ernst Troeltsch, tysk protestantisk teolog och religionsfilosof.
- 19 februari – Sven Hedin, svensk forskningsresande, författare.
- 21 februari – Gustaf Uddgren, svensk manusförfattare och tidningsman.

#### Mars
- 3 mars – Algot Sandberg, svensk skådespelare, författare, dramaturg och tidningsman.
- 9 mars – Natanael Beskow, svensk predikant, författare, konstnär och rektor.
- 16 mars – Knut Leonard Tallqvist, finländsk orientalist.
- 17 mars – Patrick Joseph Sullivan, irländsk-amerikansk politiker, senator 1929–1930.
- 18 mars – Carl Mannerheim, finländsk greve och industriman.

### Andra kvartalet

#### April
- 1 april – Richard Zsigmondy, österrikisk kemist, nobelpristagare 1925.
- 15 april – Olga Boznańska, polsk målare.
- 26 april – Akseli Gallen-Kallela, finländsk konstnär.

#### Maj
- 5 maj – Emil Norlander, svensk journalist och revyförfattare.
- 20 maj – Fredrik Vilhelm Thorsson, svensk socialdemokratisk finansminister.
- 25 maj – Pieter Zeeman, nederländsk fysiker, nobelpristagare.
- 27 maj – Alfred Andersson, svensk lantbrukare och politiker (liberal).

#### Juni
- 3 juni – Georg V, kung av Storbritannien 1910–1936 och av Irland 1927–1936.
- 9 juni – Carl Nielsen, dansk kompositör.
- 29 juni – William Edgar Borah, amerikansk republikansk politiker, senator 1907–1940.

### Tredje kvartalet

#### Juli
- 8 juli – Gustaf Svensson i Tomelilla, svensk veterinär och politiker (liberal).
- 14 juli – Arthur Capper, amerikansk republikansk politiker och publicist, senator 1919–1949.

#### Augusti
- 1 augusti – Prins Eugen, svensk prins och konstnär.
- 7 augusti – Micha Josef Berdyczewski, nyhebreisk författare.

#### September
- 13 september – William Riddell Birdwood, brittisk fältmarskalk.
- 18 september – Carl Bastiat Hamilton, svensk militär och politiker.
- 23 september – Suzanne Valadon, fransk målare.

### Fjärde kvartalet

#### Oktober
- 4 oktober – Magnus Myrström, svensk tidningsman och högerpolitiker.
- 6 oktober – Marcus A. Coolidge, amerikansk demokratisk politiker, senator 1931–1937.
- 10 oktober – Rafael Merry del Val y Zulueta, spansk kardinal och teolog.
- 16 oktober – Frederick Lambart, brittisk fältmarskalk.
- 17 oktober – James Rudolph Garfield, amerikansk politiker.
- 26 oktober – Benjamin Guggenheim, amerikansk affärsman.

#### November
- 2 november
  - Paul Olaf Bodding, norsk missionär. (död 1938)
  - Warren G. Harding, amerikansk politiker, USA:s president 1921–1923.
- 23 november – George B. McClellan Jr., amerikansk historiker och demokratisk politiker, kongressledamot 1895–1903 och borgmästare i New York 1904–1909. (död 1940)
- 28 november – Robert E. Lee Allen, amerikansk demokratisk politiker, kongressledamot 1923–1925.
- 1 december – Friend Richardson, amerikansk politiker, guvernör i Kalifornien 1923–1927. (död 1943)

#### December
- 8 december – Jean Sibelius, finländsk kompositör. (död 1957)
- 11 december – Frida Stéenhoff, svensk författare och feminist. (död 1945)
- 25 december – Evangeline Booth, brittisk-amerikansk frälsningssoldat, Frälsningsarméns general 1934–1939. (död 1950)
- 30 december – Rudyard Kipling, brittisk författare, nobelpristagare. (död 1936)

## Avlidna

### Första kvartalet

#### Januari
- 14 januari – Marie-Anne Libert, 82, belgisk botaniker och mykolog.
- 15 januari – Edward Everett, 70, amerikansk politiker (whig), USA:s utrikesminister 1852–1853.
- 19 januari – Pierre-Joseph Proudhon, 56, fransk socialistisk-anarkistisk tänkare.
- 28 januari – Felice Romani, 76, italiensk författare.

#### Februari
- 14 februari – Thomas Holliday Hicks, 66, amerikansk politiker, guvernör i Maryland 1858–1862, senator 1862–1865.

#### Mars
- 8 mars – J.A. Pripp, 70, svensk bryggare, grundare av Pripps.
- 18 mars – Friedrich August Stüler, 65, tysk arkitekt.

### Andra kvartalet

#### April
- 1 april
  - John Milton, 57, amerikansk politiker, guvernör i Florida 1861–1865.
  - Giuditta Pasta, 67, italiensk operasångerska.
- 15 april – Abraham Lincoln, 56, amerikansk politiker, USA:s president sedan 1861 (mördad).

#### Maj
- 20 maj – William K. Sebastian, 52, amerikansk demokratisk politiker, senator 1848–1861.
- 21 maj – Jeremiah Clemens, 50, amerikansk demokratisk politiker och författare, senator 1849–1853.

#### Juni
- 19 juni – Evangelis Zappas, 64, grekisk filantrop.
- 23 juni – William Wilkins, 85, amerikansk politiker.

### Tredje kvartalet

#### Juli
- 6 juli – Sofia Wilhelmina, 64, svensk prinsessa, dotter till Gustav IV Adolf och Fredrika av Baden.
- 9 juli – Johan Henrik Thomander, 67, svensk biskop, översättare och författare.

#### Augusti
- 4 augusti – Pendleton Murrah, amerikansk politiker, guvernör i Texas 1863-1865.
- 13 augusti – Ignaz Semmelweis, 47, ungersk läkare.

#### September
- 1 september – Albert Clinton Horton, 66, amerikansk demokratisk politiker.
- 2 september
  - William Rowan Hamilton, 60, irländsk astronom och matematiker.
  - William Medill, 63, amerikansk demokratisk politiker, guvernör i Ohio 1853–1856.
- 8 september – John Page, 78, amerikansk politiker, guvernör i New Hampshire 1839–1842.

### Fjärde kvartalet

#### Oktober
- 18 oktober – Lord Palmerston, 80, brittisk politiker, premiärminister 1855–1858 och 1859-1865.

#### November
- 9 november – Jacob Collamer, 74, amerikansk politiker och jurist.
- 12 november – Elizabeth Gaskell, 55, brittisk författare.

#### December
- 10 december – Leopold I av Belgien, 74, kung av Belgien 1831–1865.
- 14 december – William A. Barstow, 52, amerikansk demokratisk politiker och general, guvernör i Wisconsin 1854–1856.
- 16 december – Philip Allen, 80, amerikansk demokratisk politiker, guvernör i Rhode Island 1851–1853, senator 1853-1859.
- 31 december – Fredrika Bremer, 64, svensk författare.

### Fotnoter
1. ↑  ”Årtal och händelser i Jönköping”. Arkiverad från originalet den 29 juli 2016. https://web.archive.org/web/20160729081535/http://maltell.se/historia/databas/search/kronologiviewmobil1800.php. Läst 12 februari 2011.
2. ↑  ”USA:s militära insatser i utlandet 1798-2004”. Arkiverad från originalet den 9 december 2013. https://web.archive.org/web/20131209174005/http://www.history.navy.mil/library/online/forces.htm. Läst 30 januari 2011.
3. ↑  Det hände i dag
4. ↑  Värmlands länsstyrelse Arkiverad 1 juli 2013 hämtat från the Wayback Machine.
5. ↑  World Statesmen
6. ↑  Eslövs kommun Arkiverad 13 september 2015 hämtat från the Wayback Machine.